# Makedóniai front (első világháború)
A makedóniai front (más néven Balkán front, vagy Szaloniki front) 1915 októberében nyílt meg, az Antantcsapatok Balkán-félszigetre való érkezését követően. A szövetségesek célja az volt, hogy közbelépésükkel megakadályozzák a Központi hatalmak szerbiai hadjáratának sikerességét. Az eredeti terv azonban már 1915-ben, Szerbia összeomlásakor kudarcba fulladt. Így a későbbiekben az Antantcsapatok vezetői a macedón-frontot főként a szövetséges Görög Királyság védelmében tartották fenn, majd innen indították meg 1918-as offenzívájukat amelyet követően Bulgária a katonai kudarc szélére került.

## Előzmények
Az első világháború kitörését követően az Osztrák–Magyar Monarchia 1914 augusztusában megtámadta Szerbiát, ám a várt gyors sikerek elmaradtak, s ehelyett öldöklő harc kezdődött a szerb partizánokkal akik Radomir Putnik vezérlete alatt hősiesen helytálltak. Eközben a Monarchia és a Német Birodalom végül sikeresen rábírta az Oszmán Birodalmat a Központi hatalmak oldalára való csatlakozásra. Ezt követően a semleges, ám a szerbekkel és a törökökkel megromlott viszonyban lévő Bulgárián volt a sor, hogy eldöntse melyik fél oldalán vesz részt a háborúban. Végül a bolgárok a második Balkán-háborúban elvesztett területeik visszaszerzésének céljából a Központi hatalmak oldalára álltak.
Ezt követően 1915. szeptember 21-én a bolgár csapatok mozgósítása megkezdődött.

## A bolgár invázió és a szerb vereség
A szerb hadvezetés 1915-ben már nem volt ura a helyzetnek. A bolgárok hadba lépését követően kétfrontos háborúra kényszerültek, amelyre az egyébként is csupán 420 ezer főt számláló, gyenge fegyverzetű szerb haderő gyakorlatilag teljesen alkalmatlan volt. Szerbia a második Balkán-háborút nem tudta hamar kiheverni, ezzel szemben azonban a bolgárok már egy évvel a háborút követően hozzáfogtak hadseregük modernizálásához és felszereléséhez. 1915 második félévében a Szerbia elleni osztrák-magyar, német és bolgár invázió már a végéhez közeledett, amikor az Antant végre segédcsapatokat indított a szorongatott szerbekhez. Ám végül ezek a csapatok nem érték el időben a szerb-bolgár vonalakat, így nem tudtak tevékenyen részt venni a harcokban.
Az Antantcsapatok késését a nyugati hatalmak később azzal indokolták, hogy a szorongatott helyzetben lévő nyugati frontról egyszerűen képtelenek voltak hamarabb csapatokat átdobni görög és szerb szövetségeseik számára. A másik legfőbb indokuk az volt, hogy megakadályozzák a bolgár hadba lépést. Az Antant képviselői titkos tárgyalásokat folytattak a bolgár vezetőkkel, ám végül minden eredmény nélkül kellett távozniuk. Így Bulgária végül 1915-ben a Központi hatalmak oldalán lépett háborúba.
Az osztrák-magyar, és német csapatok August von Mackensen, német tábornok parancsnoksága alatt október 7-én megkezdték a Szerbia elleni hadjáratot. Míg délen a 11. bolgár hadsereg két irányból indított támadást a szerbek ellen. Ekkor a szerbek helyzete reménytelenné vált, így megkezdték visszavonulásukat Albánia felé. A brit és francia csapatok ekkor támadást indítottak Bulgária ellen, jelentékeny bolgár erőket lekötve, amellyel lehetőséget adtak arra, hogy Radomir Putnik vajda terve szerint mintegy 125 000 szerb katonát sikerült behajózni, megmentve ezzel őket a hadifogságtól. Az olasz szállítóhajók Korfu szigetére vitték a megmentett csapatokat. Putnik vajda egy évre rá hunyt el, egy francia kórházban.

## Harcok a makedón fronton
A Központi hatalmak csapatai a szaloniki front megnyílásakor sorozatos győzelmeket arattak a támadó Antant ellenében. Ám 1916-ra nyilvánvalóvá vált, hogy a Központi hatalmak ereje túlságosan is megosztott ahhoz, hogy döntő győzelmet tudjanak kivívni bármely fronton is. Ezért Falkenhayn és Conrad (a német és az osztrák-magyar vezérkari főnök) azonban különböző véleményen voltak a makedón fronttal kapcsolatban. Míg a német fél nem engedte a front megszüntetését, mert az Bulgária esetleges háborúból való kilépését jelentette volna, addig Conrad követelte a Balkáni front teljes felszámolását. Ekkor a kapcsolat megszakadt a két parancsnok között, és az elkövetkező években nagyon kevés közös osztrák-magyar és német akciót terveztek. Ennek oka pusztán az volt, hogy a két vezérkari főnök nem volt hajlandó szóba állni egymással.
A még 1915-ben kimenekített szerb csapatokat a Balkánon partra tették, ezzel stabilizálták a frontot, majd Románia második hadba lépését követően az Antant megindította offenzíváját a bolgárok ellen. A bolgárok pedig a III. doirani csatát követően kapituláltak. Így az Antant számára megnyílt az út az Osztrák–Magyar Monarchia felé.

## Fordítás
- Ez a szócikk részben vagy egészben  a   Macedonian front című angol Wikipédia-szócikk fordításán alapul.  Az eredeti cikk szerkesztőit annak laptörténete sorolja fel. Ez a jelzés csupán a megfogalmazás eredetét és a szerzői jogokat jelzi, nem szolgál a cikkben szereplő információk forrásmegjelöléseként.